# Fussball Club Wil 1900 2009-2010
Questa voce raccoglie le informazioni riguardanti il Fussball Club Wil 1900 nelle competizioni ufficiali della stagione 2009-2010.

## Stagione
Nella stagione 2009-2010 il Wil, allenato da Didi Münstermann e Ryszard Komornicki, concluse il campionato di Challenge League al 6º posto. In Coppa Svizzera il Wil fu eliminato al secondo turno dal San Gallo.

## Rosa
| N. |                     | Ruolo | Calciatore           |
| -- | ------------------- | ----- | -------------------- |
| 1  | Svizzera (bandiera) | P     | Davide Taini         |
| 2  | Svizzera (bandiera) | D     | Fabian Schär         |
| 2  | Ungheria (bandiera) | C     | Attila Busai         |
| 3  | Svizzera (bandiera) | D     | Fabrizio Di Gregorio |
| 4  | Croazia (bandiera)  | D     | Stipe Matić          |
| 5  | Francia (bandiera)  | C     | Marko Muslin         |
| 6  | Polonia (bandiera)  | D     | Przemysław Mądry     |
| 7  | Svizzera (bandiera) | C     | Naim Haziri          |
| 8  | Svizzera (bandiera) | C     | Mario Schönenberger  |
| 9  | Paraguay (bandiera) | A     | Darío Lezcano        |
| 10 | Germania (bandiera) | A     | Tim Grossklaus       |
| 11 | Svizzera (bandiera) | D     | Yannic Nagel         |
| 11 | Svizzera (bandiera) | A     | David Blumer         |

| N. |                           | Ruolo | Calciatore        |
| -- | ------------------------- | ----- | ----------------- |
| 12 | Kosovo (bandiera)         | D     | Ifraim Alija      |
| 13 | Svizzera (bandiera)       | D     | Lucca Kaiser      |
| 14 | Svizzera (bandiera)       | C     | Markus Gsell      |
| 15 | Corea del Nord (bandiera) | C     | Kuk-Jin Kim       |
| 17 | Svizzera (bandiera)       | C     | Roberto Rodríguez |
| 18 | Svizzera (bandiera)       | P     | Adrian Bernet     |
| 19 | Svizzera (bandiera)       | D     | Claudio Zenger    |
| 20 | Svizzera (bandiera)       | C     | Yago Bellon       |
| 21 | Svizzera (bandiera)       | D     | Nicolas Huber     |
| 23 | Mauritania (bandiera)     | D     | Sally Sarr        |
| 24 | Slovenia (bandiera)       | A     | Džengis Čavušević |
| 25 | Svizzera (bandiera)       | C     | Enack Kilafu      |
| 30 | Svizzera (bandiera)       | P     | Timon Waldvogel   |

## Organigramma societario
Area tecnica
- Allenatore: Ryszard Komornicki
- Allenatore in seconda:
- Preparatore dei portieri:
- Preparatori atletici:

## Calciomercato

### Sessione estiva
| Acquisti | Acquisti            | Acquisti          | Acquisti |
| R.       | Nome                | da                | Modalità |
| -------- | ------------------- | ----------------- | -------- |
| D        | Ifraim Alija        | Gossau            |          |
| C        | Yago Bellon         | San Gallo         |          |
| P        | Adrian Bernet       | Bazenheid         |          |
| A        | David Blumer        | Thun              |          |
| C        | Kuk-Jin Kim         | Concordia Basilea |          |
| C        | Mario Schönenberger | Thun              |          |

| Cessioni | Cessioni                  | Cessioni       | Cessioni |
| R.       | Nome                      | a              | Modalità |
| -------- | ------------------------- | -------------- | -------- |
| D        | Yvan Bolay                | Stade Nyonnais |          |
| A        | Sílvio Carlos de Oliveira | Lugano         |          |
| A        | Mathias Christen          | Gossau         |          |
| A        | Anto Franjic              | Vaduz          |          |
| C        | Claudio Holenstein        | Gossau         |          |
| P        | Daniel Totka              | APEP Pitsilia  |          |
| A        | Cédric Tsimba             | Meyrin         |          |

### Sessione invernale
| Acquisti | Acquisti          | Acquisti     | Acquisti |
| R.       | Nome              | da           | Modalità |
| -------- | ----------------- | ------------ | -------- |
| C        | Attila Busai      | MTK Budapest |          |
| A        | Džengis Čavušević | Domžale      |          |
| D        | Claudio Zenger    | Bienne       |          |

| Cessioni | Cessioni      | Cessioni | Cessioni |
| R.       | Nome          | a        | Modalità |
| -------- | ------------- | -------- | -------- |
| D        | Diren Akdemir | Vaduz    |          |

## Risultati

### Challenge League

#### andata
| Arbitro: | Studer |

|            |           |                     |
| Idrizi 28’ | Marcatori | 48’, 65’ Grossklaus |

| Arbitro: | Speranda |

|           |           |             |
| Blumer 8’ | Marcatori | 68’ Kusunga |

| Arbitro: | Circhetta |

|                |           |             |
| Grossklaus 90’ | Marcatori | 59’ Rossini |

| Arbitro: | Wermelinger |

|                                      |           |                     |
| Katanha 23’ Berisha 29’ Schlauri 82’ | Marcatori | 7’ Blumer 84’ Matić |

| Arbitro: | Wermelinger |

|                                                           |           |            |
| Pinheiro 5’ Bieli 9’ (rig.) Emeghara 64’ Antić 90’ (rig.) | Marcatori | 72’ Blumer |

| Arbitro: | Devouge |

|                                            |           |                                      |
| Grossklaus 11’ Matić 40’ (rig.) Blumer 65’ | Marcatori | 16’ Darbellay 31’ Fanger 84’ Thüring |

| Arbitro: | Klossner |

|                                           |           |  |
| Blumer 3’, 87’ Huber 48’ Matić 69’ (rig.) | Marcatori |  |

| Lugano 23 settembre 2009, ore 19:45 CEST 8ª giornata | Lugano | 0 – 0 referto | Wil | Stadio di Cornaredo (888 spett.)\| Arbitro: \| Amhof \| |
| Arbitro:                                             | Amhof  |               |     |                                                         |

| Arbitro: | Huwiler |

|  |           |             |
|  | Marcatori | 76’ Lezcano |

| Arbitro: | Winter |

|            |           |           |
| Blumer 58’ | Marcatori | 67’ Moser |

| Arbitro: | Jaccottet |

|                                |           |                        |
| Koitka 38’, 62’ Proschwitz 43’ | Marcatori | 52’ Muslin 53’ Lezcano |

| Arbitro: | Gut |

|  |           |              |
|  | Marcatori | 66’ Scarione |

| Arbitro: | Huwiler |

|            |           |  |
| Muslin 90’ | Marcatori |  |

| Nyon 29 novembre 2009, ore 16:00 CET 14ª giornata | Stade Nyonnais | 0 – 0 referto | Wil | Centre sportif de Colovray (505 spett.)\| Arbitro: \| Gremaud \| |
| Arbitro:                                          | Gremaud        |               |     |                                                                  |

| Arbitro: | Winter |

|                      |           |            |
| Pimenta 46’ Tosi 72’ | Marcatori | 90’ Blumer |

#### ritorno
| Arbitro: | Jaccottet |

|               |           |                       |
| Čavušević 41’ | Marcatori | 66’ (rig.) Proschwitz |

| Arbitro: | Carrell |

|              |           |                                   |
| Bouziane 39’ | Marcatori | 15’, 76’ Čavušević 40’ Grossklaus |

| Arbitro: | Circhetta |

|               |           |                       |
| Čavušević 87’ | Marcatori | 69’ Osmani 79’ Gourmi |

| Arbitro: | Gut |

|           |           |                             |
| Galli 88’ | Marcatori | 26’ Rodríguez 28’ Čavušević |

| Wil 14 marzo 2010, ore 14:30 CET 20ª giornata | Wil   | 0 – 0 referto | Winterthur | Stadion Bergholz (1 240 spett.)\| Arbitro: \| Amhof \| |
| Arbitro:                                      | Amhof |               |            |                                                        |

| Arbitro: | Gremaud |

|  |           |            |
|  | Marcatori | 74’ Blumer |

| Arbitro: | Studer |

|              |           |           |
| Avanzini 90’ | Marcatori | 74’ Matić |

| Arbitro: | Carrell |

|                                |           |                                  |
| Grossklaus 35’, 44’ Blumer 89’ | Marcatori | 21’, 47’ Renfer 85’ (rig.) Silva |

| Arbitro: | Hänni |

|            |           |                              |
| Senger 86’ | Marcatori | 19’ Rodríguez 39’ Grossklaus |

| Arbitro: | Klossner |

|                |           |             |
| Grossklaus 60’ | Marcatori | 54’ Staubli |

| Arbitro: | Grossen |

|  |           |            |
|  | Marcatori | 47’ Blumer |

| Arbitro: | Graf |

|                                      |           |                            |
| Blumer 16’ Lezcano 18’ Čavušević 37’ | Marcatori | 25’, 76’ Besseyre 83’ Roux |

| Arbitro: | Zimmermann |

|                |           |  |
| Grossklaus 85’ | Marcatori |  |

| Arbitro: | Devouge |

|           |           |  |
| Eudis 53’ | Marcatori |  |

| Arbitro: | Huwiler |

|                                            |           |                    |
| Grossklaus 4’, 30’ Matić 49’ Čavušević 88’ | Marcatori | 32’ Tosi 90’ Madou |

### Coppa Svizzera
| 19 settembre 2009, ore 16:30 CEST Primo turno | Thalwil | 0 – 4 | Wil |  |

| 18 ottobre 2009, ore 14:30 CEST Secondo turno | Wil | 1 – 2 | San Gallo |  |

## Statistiche

### Statistiche di squadra
| Competizione     | Punti | In casa | In casa | In casa | In casa | In casa | In casa | In trasferta | In trasferta | In trasferta | In trasferta | In trasferta | In trasferta | Totale | Totale | Totale | Totale | Totale | Totale | DR  |
| Competizione     | Punti | G       | V       | N       | P       | Gf      | Gs      | G            | V            | N            | P            | Gf           | Gs           | G      | V      | N      | P      | Gf     | Gs     | DR  |
| ---------------- | ----- | ------- | ------- | ------- | ------- | ------- | ------- | ------------ | ------------ | ------------ | ------------ | ------------ | ------------ | ------ | ------ | ------ | ------ | ------ | ------ | --- |
| Challenge League | 45    | 15      | 4       | 9       | 2       | 25      | 19      | 15           | 7            | 3            | 5            | 19           | 18           | 30     | 11     | 12     | 7      | 44     | 37     | +7  |
| Coppa Svizzera   | -     | 1       | 0       | 0       | 1       | 1       | 2       | 1            | 1            | 0            | 0            | 4            | 0            | 2      | 1      | 0      | 1      | 5      | 2      | +3  |
| Totale           | 45    | 16      | 4       | 9       | 3       | 26      | 21      | 16           | 8            | 3            | 5            | 23           | 18           | 32     | 12     | 12     | 8      | 49     | 39     | +10 |

### Andamento in campionato
| Giornata  | 1 | 2 | 3 | 4  | 5  | 6  | 7 | 8 | 9 | 10 | 11 | 12 | 13 | 14 | 15 | 16 | 17 | 18 | 19 | 20 | 21 | 22 | 23 | 24 | 25 | 26 | 27 | 28 | 29 | 30 |
| --------- | - | - | - | -- | -- | -- | - | - | - | -- | -- | -- | -- | -- | -- | -- | -- | -- | -- | -- | -- | -- | -- | -- | -- | -- | -- | -- | -- | -- |
| Luogo     | T | C | C | T  | T  | C  | C | T | T | C  | T  | C  | C  | T  | T  | C  | T  | C  | T  | C  | T  | T  | C  | T  | C  | T  | C  | C  | T  | C  |
| Risultato | V | N | N | P  | P  | N  | V | N | V | N  | P  | P  | V  | N  | P  | N  | V  | P  | V  | N  | V  | N  | N  | V  | N  | V  | N  | V  | P  | V  |
| Posizione | 4 | 3 | 5 | 10 | 12 | 11 | 7 | 7 | 6 | 7  | 9  | 10 | 9  | 9  | 10 | 10 | 9  | 11 | 8  | 8  | 7  | 8  | 8  | 8  | 7  | 5  | 5  | 5  | 7  | 6  |

Legenda:

Luogo: C = Casa; T = Trasferta. Risultato: V = Vittoria; N = Pareggio; P = Sconfitta.

### Statistiche dei giocatori
| D. Akdemir       | 10 | 0  | 4 | 0 |
| I. Alija         | 26 | 0  | 2 | 0 |
| Y. Bellon        | 17 | 0  | 0 | 0 |
| A. Bernet        | 1  | 0  | 0 | 0 |
| D. Blumer        | 28 | 12 | 2 | 0 |
| A. Busai         | 11 | 0  | 2 | 0 |
| F. Di Gregorio   | 8  | 0  | 0 | 0 |
| T. Grossklaus    | 23 | 12 | 2 | 0 |
| M. Gsell         | 5  | 0  | 0 | 0 |
| N. Haziri        | 26 | 0  | 8 | 0 |
| N. Huber         | 27 | 1  | 2 | 0 |
| L. Kaiser        | 5  | 0  | 0 | 0 |
| E. Kilafu        | 0  | 0  | 0 | 0 |
| K. Kim           | 11 | 0  | 0 | 0 |
| D. Lezcano       | 25 | 3  | 3 | 1 |
| S. Matić         | 28 | 5  | 4 | 1 |
| M. Muslin        | 29 | 2  | 6 | 0 |
| P. Mądry         | 15 | 0  | 1 | 0 |
| Y. Nagel         | 1  | 0  | 0 | 0 |
| R. Rodríguez     | 20 | 2  | 1 | 0 |
| S. Sarr          | 15 | 0  | 2 | 0 |
| F. Schär         | 2  | 0  | 0 | 0 |
| M. Schönenberger | 22 | 0  | 5 | 0 |
| D. Taini         | 29 | 0  | 2 | 0 |
| T. Waldvogel     | 0  | 0  | 0 | 0 |
| C. Zenger        | 3  | 0  | 0 | 0 |
| D. Čavušević     | 15 | 7  | 4 | 0 |